# Agrahara Palya, Bangalore North
Agrahara Palya là một làng thuộc tehsil Bangalore North, huyện Bangalore Urban, bang Karnataka, Ấn Độ.